# Eckerdt Sándor
Eckerdt Sándor (Kassa, 1932. július 6. – Kassa, 1992. augusztus 24.) festő, grafikus, rajzpedagógus.

## Élete
Prágában tanult, majd 1958-ban végzett a pozsonyi Képzőművészeti Főiskolán. 1958–1959-ben A Hét grafikusa volt. 1960–1964 között tanított, 1964-től szabadfoglalkozású művész volt Kassán. A rendszerváltás után a kassai VPN egyik fontos alakja.
Litográfiáit és kulturált színvilágú festészetét a leegyszerűsített figurális motívumok mellett kubisztikusan absztrakt formák jellemzik. Illusztrációval is foglalkozott, monumentális munkákat is készített. Mestere volt Vincent Hložník és Feld Lajos.
Nyugat-Berlinben, 1970-ben Oszakában, 1975-ben Padovában és Velencében szerepelt csoportos tárlaton. Több egyéni kiállítása volt Pozsonyban és Kassán, utóbbi helyen 1993-ban emlékkiállítást is rendeztek. Alkotásai megtalálhatók a kassai, a pozsonyi és több szlovákiai múzeum gyűjteményében. A kassai Roveň alkotócsoport (1962-1965) elindítója. Kassán galéria nyílt a műveiből.